# Palaeorhiza pembertoni
Palaeorhiza pembertoni is een vliesvleugelig insect uit de familie Colletidae. De wetenschappelijke naam van de soort is voor het eerst geldig gepubliceerd in 1981 door Hirashima.